# Vladimir Savon
Vladimir Savone (ou Savon) est un joueur d'échecs soviétique puis ukrainien né le 26 septembre 1940 à Tchernihiv et mort le 30 mai 2005 à Kharkiv, qui fut champion d'URSS en 1971 et grand maître international en 1973.

## Champion d'Ukraine et vainqueur de tournois internationaux
Au début des années 1960, Savone était un jeune joueur soviétique plein de promesses. Il remporta en 1961 le tournoi de Lviv. En 1969, Savone partagea la première place du championnat d'Ukraine avec Kouzmine. Il remporta également les tournois de Debrecen 1970 (mémorial Maroczy, ex æquo avec Bilek), Moscou 1970, Vilnius 1975 (tournoi zonal), Lublin 1977 et Pernik 1982. En 1971, il finit 2e-3e du tournoi de  Mar del Plata ; en 1972, il termina deuxième derrière Tal du tournoi de Soukhoumi et 3e-5e du championnat d'URSS remporté par Tal. Il obtint la deuxième place ex æquo lors du tournoi de Portoroz 1977 (remporté par Larsen devant Hort) et à Kiev en 1978.

## Champion d'URSS
En 1967, il reçut le titre de maître international et se qualifia pour la première fois pour la finale du championnat d'URSS où il finit 10e-12e ex æquo. Les années suivantes, il sortit 10e-11e en 1969, puis 5e-7e en 1970, avant de remporter le titre en 1971 devant les anciens champions du monde : Tal, Smyslov, et devant Karpov, Stein, Bronstein, Polougaïevski et Taïmanov. En conséquence, il fut sélectionné dans l'équipe d'URSS qui remporta l'olympiade d'échecs de Skopje en 1972. En 1973, la fédération internationale lui décerna le titre de grand maître international et il  participa au tournoi interzonal de Petropolis où il finit huitième.
Savone consacra la dernière partie de sa vie à entraîner les jeunes joueurs ukrainiens : Ivantchouk, Ponomariov, Karjakine, Arechtschenko et autres.
Il remporta son dernier tournoi en 2004, le tournoi mémorial Botvinnik (tournoi de vétérans) à Satka.